# Leon Walczak
Leon Mieczysław Walczak – polski pedagog, dr hab., profesor Instytutu Pedagogiki i Psychologii Wydziału Nauk Pedagogicznych i Społecznych Uniwersytetu Zielonogórskiego.

## Życiorys
Obronił pracę doktorską, następnie uzyskał stopień doktora habilitowanego. Był zatrudniony na stanowisku profesora w Instytucie Pedagogiki i Psychologii na Wydziale Nauk Pedagogicznych i Społecznych Uniwersytetu Zielonogórskiego.